# Megaelosia jordanensis
Espèce
Synonymes
- Cycloramphus jordanensis Heyer, 1983

Statut de conservation UICN

 DD  : Données insuffisantes
Megaelosia jordanensis est une espèce d'amphibiens de la famille des Hylodidae.

## Répartition
Cette espèce est endémique de l'État de São Paulo au Brésil. Elle se rencontre à environ 1 700 m d'altitude à Campos do Jordão,.

## Étymologie
Son nom d'espèce, composé de jordan et du suffixe latin -ensis, « qui vit dans, qui habite », lui a été donné en référence au lieu de sa découverte, Campos do Jordão.

## Publication originale
- Heyer, 1983 : Variation and systematics of frogs of the genus Cycloramphus (Amphibia, Leptodactylidae). Arquivos de Zoologia, São Paulo, vol. 30, p. 235–339.